# نوپی کخ
نوپی کخ (هلندی: Noppie Koch؛ ۲۲ مارس ۱۹۳۲ – ۷ دسامبر ۲۰۱۰) دوچرخه‌سوار اهل هلند بود.
وی در مسابقات کشوری و بین‌المللی در مجموع برندهٔ ۲ مدال برنز شده‌است.